# Liga Cristo Rei
A Liga Cristo Rei é uma associação de centros culturais católicos do Brasil. Idealizada em 2017, a Liga surge da necessidade de congregar centros católicos leigos fundados sob a influência do Centro Dom Bosco, os quais, à época, somavam dezessete, espalhados pelas principais capitais do país. Naquele mesmo ano, organizou-se o primeiro fórum nacional da Liga, na cidade do Rio de Janeiro, sob a iniciativa de Pedro Affonseca, então presidente do Centro Dom Bosco. À época do segundo fórum nacional, no ano seguinte, a Liga já contava com cerca de 20 centros afiliados.
Os fóruns nacionais seguiram ocorrendo com frequência anual. Em 2020, um grupo de centros católicos leigos liderado por Carlos Nougué mostrou-se insatisfeito com aquilo que descreviam como influência crescente do pensamento de Olavo de Carvalho nas ações do grupo, anunciando sua retirada da associação. O número de novas adesões à liga, no entanto, continuou crescente, e fóruns regionais passaram a ser anunciados com certa frequência.
Os centros da Liga tornaram-se reconhecidos por receber, em seus fóruns, nomes famosos do conservadorismo católico brasileiro, muitos dos quais apontados como herdeiros ideológicos de Olavo de Carvalho, tais como o ex-presidente Jair Bolsonaro, Ítalo Marsili, Bernardo Küster, Allan dos Santos, Bertrand de Orléans e Bragança e Ernesto Araújo. O sacerdote católico Paulo Ricardo é, corriqueiramente, apontado como um dos idealizadores da Liga, embora suas aparições nos centros integrantes tenham sido raras.
Embora não haja relação de subordinação entre os centros integrantes da Liga, é possível traçar aspectos em comum em suas ideologias e modus operandi. Para além da notável influência olavista, os centros são descritos como simpáticos à restauração monárquica no Brasil e ao catolicismo tradicionalista, o que, por vezes, os põem em oposição à hierarquia eclesial, à qual não são subordinados. Opõem-se, ademais, ao comunismo (ideologia a qual afirmam pertencer o presidente Luís Inácio Lula da Silva) e ao estado laico moderno. Além disso, desenvolvem atividades educativas, visando a difundir uma visão de mundo católica tradicionalista. Seja como for, e não obstante seu início modesto, a Liga Cristo Rei é, em tempos atuais, reconhecida como um dos principais difusores do catolicismo católico no Brasil.
O VII Fórum Nacional da Liga Cristo Rei está previsto para os dias 16 e 17 de novembro de 2024. 

## Centros notórios
- Centro Dom Bosco - Rio de Janeiro.
- Confraria Dom Vital - Recife.[9]